# 強姦2制服誘惑
《強姦2制服誘惑》是一部1998年上映的香港驚悚犯罪电影，由王晶编剧、監製，並由張敏執導。

## 剧情
Phillip Wong是一個牙醫，對穿制服的女性有特殊癖好，每次他對制服女性下手，都會先把她們殺死接著再發生關係。某天，Phillip前往蘭桂坊找目標，但是沒有找到，但卻發現一名女性交通警察十分符合他的癖好，因此他將交通女警殺死並發生了關係。翌日，一個黑幫小混混大隻港出獄，誰料遭Phillip殺害的交通女警屍體被放在港的車上，港被帶往警署錄口供，期間對警花寶文產生好感，決定要追求她。
某天寶文之妹寶珍去看牙醫，剛巧就是Phillip Wong的診所，他看了寶珍的校服打扮後起了歹念，假裝給別墅寶珍和她的朋友玩一天。他趁寶珍喝醉時強暴了她，但寶珍忽然醒過來，Phillip只好用枕頭殺了她。

## 角色
| 演員   | 角色             | 粵語配音 | 備注 |
| 朱茵   | 余寶文           | 朱茵     | 警花 |
| 吳鎮宇 | 大隻港           | 吳鎮宇   | 黑幫小混混 |
| 馬德鐘 | Phillip Wong     | 陳欣     | 牙醫，大色魔，變態殺手 在多年前和表姐玩一些變態遊戲而開始變得變態 開頭殺害一名女警並嫁禍給大隻港，之后更把余寶珍先姦后殺 |
| 鍾真   | 余寶珍（Marble） | 曾秀清   | 余寶文之妹 |
| 夏萍   | 余寶文婆婆       | 黃鳳英   | |
| 黃斌   | 睡鳥哥           | 楊捷康   | 大隻港頭馬 |
| 楊梵   | Phillip Wong女友 | 陸惠玲   | 因阻止Phillip Wong先姦后殺余寶文而被其打傷                                                                               |
| 陳寶駿 | Peter            | 羅偉傑   | 余寶珍男友，被Phillip Wong嫁禍把余寶珍先姦后殺                                                                           |
| 曾燕   | 女交通警         | 陸惠玲   | 交通警，在蘭桂坊被Phillip迷暈後被其先姦後殺                                                                              |

## 發行
本片於1998年3月6日至4月12日在金聲院線上映共38天，票房合共約港幣1000萬元。

## 分級制度
| 國家／地區 | 級別 |
| 香港       | ⅡB   |